# Berlijns voetbalkampioenschap 1900/01 (DFuCB)
In 1900/01 werd het tiende Berlijns voetbalkampioenschap gespeeld, dat georganiseerd werd door de Duitse voetbal- en cricketbond (DFuCB). BFC Vorwärts werd voor de vierde opeenvolgende keer kampioen. De neerwaartse spiraal van de voetbalbond zette zich ook dit seizoen door. De sterkere clubs speelden in tussen in de competitie van de VBB. Ook BFC Hertha verliet de competitie voor die bond in oktober 1900. 

## Eindstand
Enkgel de rangorde is bewaard gebleven. 
| Plaats | Club                        |
| ------ | --------------------------- |
| 1.     | BFC Vorwärts 1890           |
| 2.     | Westender FuCC Hamburg 1896 |
| 3.     | Arcona Schöneberg           |
| 4.     | Berliner FC 1893            |
| 5.     | SFC Stern 1900              |
| 6.     | CC Stern                    |
| 7.     | BFC Attila                  |
| 8.     | BFC Hertha 1892             |
| 9.     | BTuFC Helgoland 1897        |
| 10.    | FC Tasmania Rixdorf         |

|  | Kampioen |